# Vicebsk
Vicebsk (in bielorusso Віцебск?, Vicebsk; in russo Витебск?, Vitebsk; in polacco Witebsk) è una città della Bielorussia, vicina al confine con la Russia e con la Lettonia.
È il capoluogo della voblasc' omonima, e nel 2009 aveva 347 928 abitanti, il che la rendeva la quarta maggiore città del Paese. Snodo ferroviario per Mosca, San Pietroburgo, Orša, Polack e stradale (tra le quali le statali M3 e M8).

## Geografia
Vicebsk sorge nella parte nord-orientale della Bielorussia, lungo le rive del fiume Zapadnaja Dvina, nel punto di confluenza con gli affluenti Vic'ba e Lučosa. È situata a circa 300 km dalla capitale Minsk.

## Storia

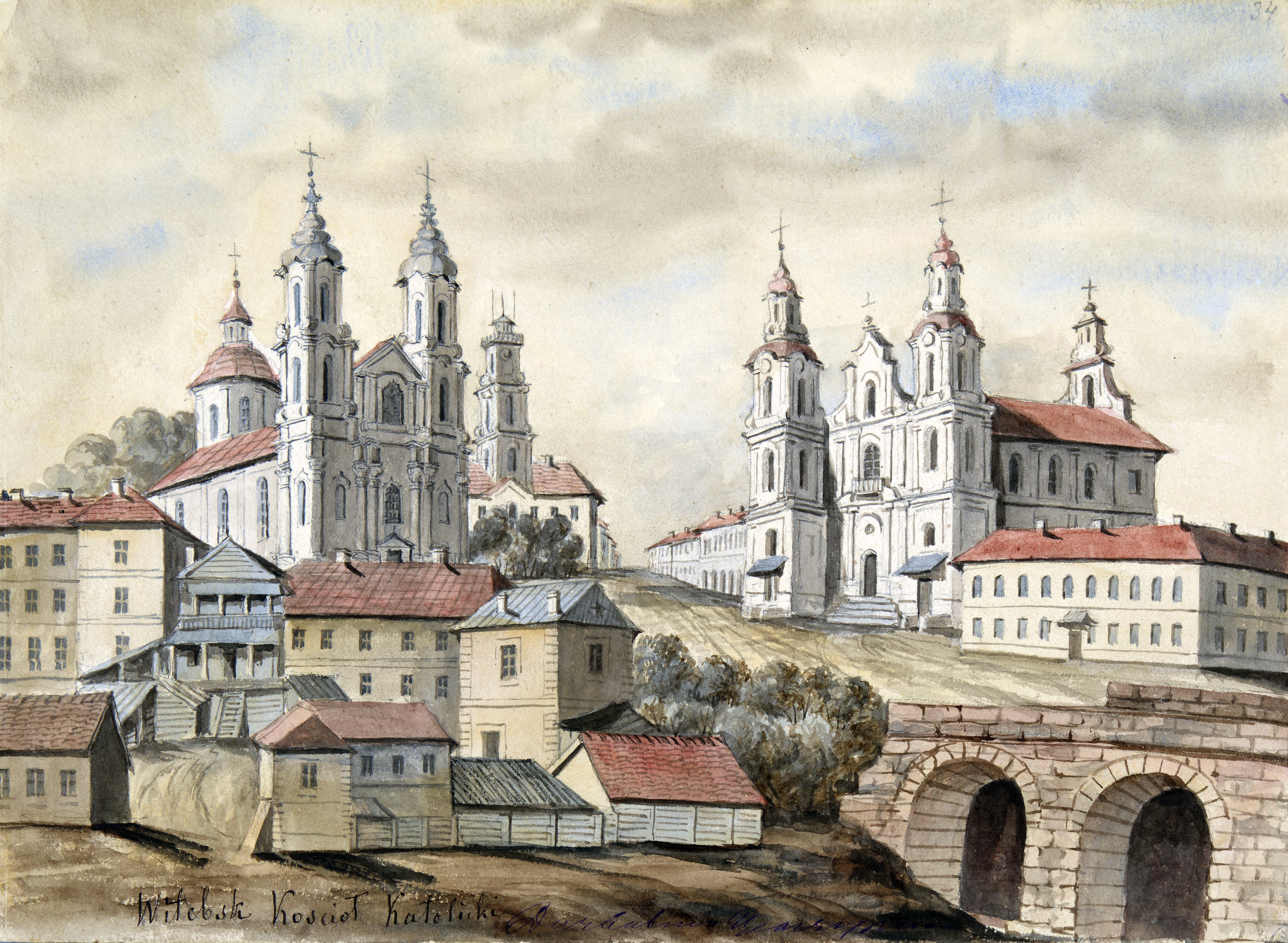
Panorama di Vicebsk agli inizi del XIX secolo.

I documenti storici riportano il nome Vidbesk, Videbsk, Vitepesk, Vit'besk, nei documenti storici tedeschi - Vitenbeke.
Vicebsk si sviluppò da un porto sul fiume, dove il Vic'ba (Віцьба, dal quale la città prende il nome) si getta nel fiume Daugava. La prima citazione scritta della città risale al 1021, ma la fondazione ufficiale sarebbe del 974, anno in cui la Principessa Olga di Kiev ordinò che fosse fondata una città sul sito di un antico insediamento dei Kriviči. La leggenda dice che la città fu fondata da Olga Principessa di Kiev nel 974, Olga tuttavia morì nel 969. Se la fondazione della città è da collegarsi all'opera di costei, secondo la "Storia degli anni passati" nel 947 Olga avrebbe visitato l'area compresa tra il Dvina occidentale e il Dnieper fondandovi i cimiteri per la raccolta dei tributi.
Nei secoli XII e XIII, Vicebsk era una città ben stabilita all'incrocio dei traffici tra il Mar Baltico, Mar Nero e Mar Mediterraneo, lungo la cosiddetta via variago-greca. Nel 1320 la città fu incorporata nel Granducato di Lituania. Nel 1659 divenne parte della Confederazione polacco-lituana, come parte del Voivodato di Vicebsk. Nel 1597 a Vicebsk fu garantito il Diritto di Magdeburgo, e nel 1772, a seguito della prima spartizione della Polonia, fu assegnata all'Impero russo, diventando il capoluogo dell'omonimo.

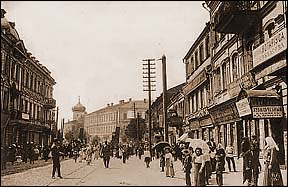
Via Zamkovaja a Vicebsk. Foto dell'inizio del XX secolo.

Durante la dominazione russa la città fu inserita nella zona di residenza, diventando così un grande shtetl. Secondo il censimento russo del 1897 a Vicebsk abitavano 34.440 ebrei, che costituivano il 52,2% della popolazione totale.
Nel 1919 fu inclusa nel territorio dell'effimera Repubblica Socialista Sovietica di Bielorussia, salvo poi essere annessa alla RSFS Russa e successivamente alla Repubblica Socialista Sovietica Lituano-Bielorussa. Nel 1924 fu definitivamente assegnata alla RSS Bielorussa. Nel 1939, risiedevano in città 37 095 ebrei, ovvero il 22,2% della popolazione totale.
Dopo l'inizio dell'operazione Barbarossa il 22 giugno 1941, Vicebsk fu sottoposta a pesanti bombardamenti tedeschi. Molti degli ebrei locali - inclusi funzionari governativi e lavoratori dell'industria evacuati nell'interno sovietico, o reclute richiamate al servizio nell'Armata Rossa - furono in grado di lasciare la città prima della sua occupazione da parte delle truppe tedesche l'11 luglio 1941. Tuttavia, un grande numero di sfollati ebrei che viaggiavano a piedi verso est fu superato dalla rapida avanzata delle truppe tedesche e costretto a tornare in città. Poco dopo l'inizio dell'occupazione, le autorità tedesche a Vicebsk istituirono un Consiglio ebraico, incaricato di registrare l'intera popolazione ebraica della città e di inviare gli ebrei ai lavori forzati. Tutti gli ebrei di età superiore ai 10 anni dovevano indossare distintivi gialli sui loro vestiti. Alla fine di luglio 1941 fu istituito un ghetto sulla riva destra della Dvina occidentale e agli ebrei di Vicebsk furono concessi solo due giorni per trasferirvisi. Diverse centinaia di loro furono deliberatamente annegati mentre attraversavano il fiume diretti al ghetto. Ad un piccolo gruppo di ebrei, per lo più professionisti specializzati, fu permesso di vivere fuori dal ghetto. Il ghetto stesso era situato tra le rovine di una fabbrica e circondato da filo spinato. Le condizioni sanitarie erano spaventose, a causa del sovraffollamento, fame e cattive condizioni igieniche. Molti ebrei del ghetto morirono di fame e di tifo.
L'assassinio degli ebrei di Vicebsk iniziò ancor prima dell'istituzione del ghetto. Circa 1 000 ebrei - per lo più uomini, comunisti, funzionari governativi e membri dell'intellighenzia - furono assassinati nel luglio-agosto 1941. Il 1º ottobre 1941, circa 50 rifugiati ebrei dalla città di Haradok vicino a Vicebsk furono assassinati. Lo stesso ghetto di Vicebsk ebbe vita breve, essendo stato liquidato già all'inizio di ottobre 1941. Diverse migliaia dei suoi reclusi furono fucilati vicino alla città. Nel dicembre successivo, i membri dell'Einsatzgruppe B uccisero circa 200 ebrei del campo base dei prigionieri di guerra n. 313, che si trovava in città. Alcuni dei medici e farmacisti ebrei che vivevano fuori dal ghetto furono assassinati nel 1942, mentre altri riuscirono a fuggire nelle foreste e ad unirsi ai partigiani. L'Armata Rossa liberò Vicebsk il 26 giugno 1944.
Nel gennaio 1991, Vicebsk celebrò il primo Festival Marc Chagall. Nel giugno 1992 fu eretto un monumento a Chagall nella sua strada natale (Pokrovskaja) e fu posta un'iscrizione sulle mura della casa che gli diede i natali. Dal 1992, Vicebsk ospita l'annuale Bazar Slavo, un festival internazionale di arte, che ha come centro la musica slava. Vi partecipano artisti dalla Russia, Bielorussia e Ucraina, con ospiti da molti altri paesi slavi e non.

## Monumenti e luoghi d'interesse

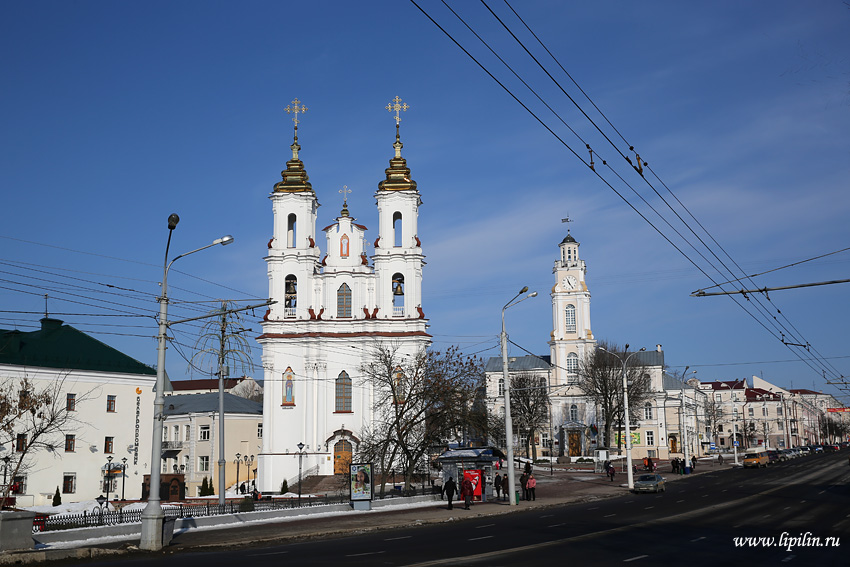
Via Lenin a Vicebsk

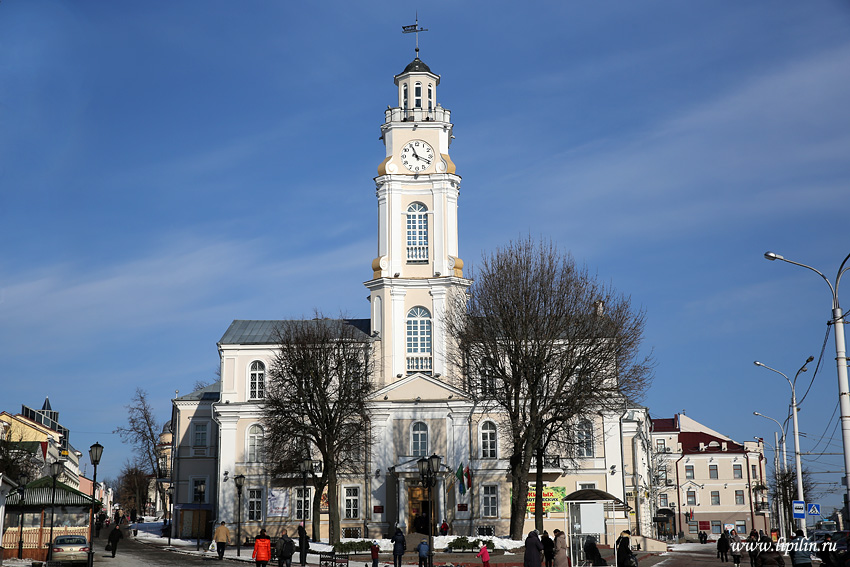
Museo storico di Vicebsk, già sede del municipio

La città ha custodito per molto tempo uno dei più antichi edifici della Bielorussia, la Chiesa dell'Annunciazione. La chiesa, che poggiava su sei colonne, risaliva al periodo della Rus' di Kiev. Fu costruita attorno al 1140, rifondata nel XIV e nel XVII secolo, riparata nel 1883 e distrutta dall'amministrazione comunista nel 1961. I pochi resti della chiesa furono conservati fino al 1992, quando venne ricostruita secondo l'aspetto originario, sebbene sia incerto come si potesse presentare la chiesa inizialmente.
Allo stesso modo le chiese del periodo polacco-lituano vennero distrutte, anche se la Chiesa della Resurrezione (fondata tra il 1772 e il 1777) è stata ricostruita recentemente. La cattedrale ortodossa, dedicata all'intercessione della Theotókos, fu edificata nel 1760. Altri luoghi importanti sono l'ex-municipio (1775), ora sede del Museo storico di Vicebsk; il Palazzo del Governatore russo, dove Napoleone festeggiò il suo 43º compleanno nel 1812; l'ex-cattedrale cattolica di Santa Barbara in stile neoromanico (1884-1885) e la nuova cattedrale cattolica di Gesù Misericordioso, edificata nel 2009; l'obelisco del centenario della vittoria dell'esercito russo su Napoleone.

## Economia

### Industria
- Vityas - produzione della TV;
- Marco - scarpe.

## Infrastrutture e trasporti

### Strade
Vicebsk è un importante snodo strada in quanto situata all'intersezione tra l'M3, proveniente da Minsk, e l'M8 che attraversa in senso nord-sud tutto l'est della Bielorussia.

#### Aeroporti
Aeroporto di Vicebsk (si chiama anche Vicebsk-Vostočnij) fondato nel 1978. Si trova a 10 km dalla città.

#### Ferrovie
La stazione ferroviaria di Vicebsk collega la città con Minsk, Polack, Orša, altre località della regione di Vicebsk e con la Russia (Smolensk e Mosca).

#### Trasporto urbano
Il sistema di trasporto urbano di Vicebsk consiste in autobus urbano, filobus e tram. La rete tranviaria di Vicebsk è la più storica in Bielorussia. La rete filoviaria include 15 linee di filobus (11 linee di filobus tradizionale e 4 linee di bus elettrico IMC).

## Amministrazione

### Gemellaggi
- Francoforte sull'Oder

## Sport

### Calcio
La squadra principale della città è il FK Vicebsk.